# خوليو ليون
خوليو ليون (بالإسبانية: Julio César León Heredia)‏ هو سياسي فنزويلي، ولد في 23 أكتوبر 1966 في ماراكاي في فنزويلا. حزبياً، نشط في حركة الجمهورية الخامسة.